# Taylor Booth
Taylor Anthony Booth (ur. 31 maja 2001 w Eden) – amerykański piłkarz pochodzenia włoskiego występujący na pozycji skrzydłowego lub środkowego pomocnika, reprezentant Stanów Zjednoczonych, od 2025 roku zawodnik holenderskiego Twente.
Posiada również obywatelstwo włoskie ze względu na pochodzenie swojego pradziadka ze strony ojca. Jego brat Zach Booth również jest piłkarzem.